# North Liberty (Iowa)
La ville américaine de North Liberty est située dans le comté de Johnson, dans l’État de l’Iowa. North Liberty est une banlieue d’Iowa City. Lors du recensement de 2010, sa population s’élevait à 13 374 habitants.

## Source
- (en) Cet article est partiellement ou en totalité issu de l’article de Wikipédia en anglais intitulé « North Liberty, Iowa » (voir la liste des auteurs).